# Starsza pani musi zniknąć
Starsza pani musi zniknąć (oryg. Duplex) – amerykański film z 2003 roku w reżyserii Danny’ego DeVito.

## Fabuła
Para odnajduje wymarzone mieszkanie. Problemem jest osoba staruszki mieszkającej piętro wyżej, która nie daje im spokoju. Lokatorzy postanawiają pozbyć się uciążliwej sąsiadki.

## Obsada
- Ben Stiller – Alex Rose
- Drew Barrymore – Nancy Kendricks
- Eileen Essell – Pani Connelly